# Božena Němcová
Božena Němcová, rođena kao Barbora Novotná, kasnije Barbora Panklová  (Beč, 4. veljače 1820. – Prag,
21. siječnja 1862.), je češka književnica i utemeljiteljica suvremene češke proze.

## Životopis

### Djetinjstvo
Prezime Panklová je dobila kad se njena majka Tereza Novotna godine 1820. udala za Johanna Pankla. Godine 1821. se obitelj preselila u Ratibořice, tamo se kasnije preselila i njezina 55-godišnja baka Magdaléna Novotná rođena Čudová (1770. Dobruška-Křovice-1841. Beč), koja mnogo utjecala na malu Barboru.

### Razdoblje 1837. – 1842.
Godine 1837. roditelji su joj našli supruga – Josefa Němce (1805. Nový Bydžov – 1879. Tábor)  Zajedno su imali tri sina i kćerku. Suprug je radio kao carinski službenik, njegovi nadređeni su oprezno promatrali njegovo očitovanje nacionalne svijesti. Zato je mnogo puta bio premještan, a s njim se selila i njegova obitelj. Brak od samog početka nije bio sretan. Godinu nakon vjenčanja bio je premješten u Josefov, gdje im se rodio prvi sin Hynek. Onda se sele u Litomyšl gdje im se 1839. rodio drugi sin Karel. 
Godine 1840. liječio ju je doktor J. Čejky, s kojim se sprijateljila i koji ju je upoznao s nekoliko patriotski nastrojenih plemića. Godine 1840. je Josef premješten na novo mjesto pa se cijela obitelj preselila u Polnu. Obitelj se preko gostioničara i gradonačelnika Antonína Pittnera povezala s lokalnim vođama preporoda. Posjećivali su amatersko kazalište, čitali češke novine „Cvijeće” i „Češka pčela”. Tu se prvi put susrela s češkom knjigom - bila su to djela Roberta Irwina i Josefa Kajetána Tyla. U Polni je 1841. rodila kćerku Theodoru. 1842. Josef je unaprijeđen i obitelj se odelila u Prag. Tu se iste godine rodio sin Jaroslav.

### Prvi književni pokušaji
U Pragu pod utjecajem mladog studenta medicine Václava Bolemíra Nebeského i književnika Karla Jaromíra Erbena počinje pisati češkim jezikom. Njezina prva pjesma „Ženama češkim” je na nagovor Nebeskeho objavljena 5. travnja 1843. u časopisu Cvijeće. Obrazovan i nježan pjesnik na kraju je ipak prekinuo njihovu vezu i otišao studirati u Beč. Ona se nakon njegovog odlaska teško razboljela. Godine 1843. se obitelj odselila u Domažlice, gdje je djelovala kao prvi nacionalni buditelj. Godine 1847. napuštaju Domžlice, a sljedeće 1848. je Josef Němec optužen za zavjeru, nekoliko puta je premještan i godine 1850. je premješten u Ugarsku, a Božena se s djecom odselila u Prag i povezala s književnicima. Uzdržavala se pranjem, čišćenjem. Povremeno je uspjela nešto objaviti. Živjela je u teškim uvjetima, često na dug.

### Član Českomoravskog bratstva
Još prije odlaska Josefa Němca u Ugarsku, nakon boravka u Domažlicama i Všerubima, obitelj je kratko živjela u Nymburku, gdje je Boženi Němcovi došao u ruke časopis Týdenník s člankom Što je komunizam? Autor članka bio je katolički svečnik i utopijski socijalist František Matouš Klácel. Boženu Němcovu tekst je toliko zaintersirao da je zajedno sa suprugom poželjela pristupiti Klacelovom Českomoravskom bratstvu, koje je u to doba bilo shvaćano kao sumnjivo utopističko udruženje bratske i sestrinske ljubavi. Klácel se je s Němcovom dopisivao i poslao joj trideset i sedam pisama koja je 1849. objavio u Moravskim novinama i kasnije ih je objavio pod imenom Pisma prijateljici o porijeklu socijalizma i komunizma. Preko udruženja se je Božena upoznala sa svojim sljedećim ljubavnikom Janom Helceletem.
Godine 1854. se Božena Němcová ponovo zaljubila, ovaj put u mladog studenta medicine Hanuša Jurenka. Njegovi roditelji nisu odobravali tu vezu i morao je iz Praga odseliti u Poljsku, da je zaboravi. Godine 1853. bio je Josef Němec razriješen s funkcije, prvo mu je plaća smanjena na pola, a onda potpuno ukinuta. Josef Němec je tako ostao bez posla i Božena je bila prisiljena tražiti pomoć od praških prijatelja, često neuspješno. Baš u to vrijeme napisala je „Bakicu”. U to vrijeme živjela je u Ječnoj ulici u Pragu, a kasnije u Vyšehradskoj ulici. Na oba doma kasnije su postavljene spomen-ploče. U to vrijeme povezala se sa skupinom „majovci”, ali kasnije se od njih udaljila i pojavila se samo na pogrebu Karla Havlíčka Borovského (1856.).
Upoznala se sa sestrama Rottovima (Karolína Světlá i Sofie Podlipská). 

### Nesretan brak
Godine 1856. dobio je Němec mjesto računovodstvenog službenika u Villachu u Korutanima. Kad je nakon nekog vremena zatražio povišicu, bio je odbijen i optužen za pronevjeru. Na koncu je umirovljen i vratio se u Prag. Tu se oštro sukobio sa suprugom. Razlogom svađe ovaj put bila je budućnost djece. Němec je nakon ovoga spora napisao zahtjev za razvod. 
Supruga je dobila spor, a djeca nisu poslušala oca – sin Karel je otišao u vrtlarsku školu u Rájce nad Svitavom, a Jaroslav je otišao studirati u München na umjetničku akademiju. Dan prije njegova odlaska razljućeni Josef Němec pretukao je svoju suprugu tako da je morala potražiti pomoć na policiji. Supružnici su se nakon toga više puta svađali i mirili. Nove svađe počele su u trenutku kad je sin Jaroslav iz Münchena otpušten jer nije imao dovoljno novaca. U Pragu je našao posao kod fotografa, ali kad jednom nije došao doma na vrijeme, izbila je između supružnika svađa i Božena je opet morala pred suprugom pobjeći. Od tog trenutka Božena Němcova odbija vratiti se suprugu i godine 1861. odlazi u Litomyšil, tu se pokušava uzdržavati radom kod nakladnika Augusta i priprema izdanje svojih radova. Tada se veoma razboljela i financijska neimaština i zdravlje prisilili su ju vratiti se suprugu u Prag. Prvu knjigu II. izdanja "Bake" ( I. izdanje izašlo je 1855.) dobila je dan pred smrti. Ubrzo nakon toga umrla je u kući "U Tri Lipe" (današnja ulica Na Příkopě 854).

### Siromaštvo
Božena Němcová je cijeli svoj život provela u ponižavajućem siromaštvu, a često i gladna. Korespodencija pokazuje, da je više puta bila prisiljena tražiti pomoć u češkim plemićkim krugovima. Neučinkovitost te pomoći je u suprotnosti s velikm sprovodom, koji su joj plemići priredili i s posmrtnom slavom. Pokopana je na Vyšehradu. Ona i njezin grob bili su prvo pored groba Václava Hanke, ali nakon smrti njegove žene Barbore bili su ostaci Božene Němcove preneseni na sadašnje mjesto. Njezin muž pokopan je u Táboru,  gdje je i umro kod svog sina Karla.

## Datum rođenja
U literarnim krugovima postoji teza da je Božena Němcová izvanbračno dijete kneginje Kateřine Zaháňske ili njene sestre Dorote. Tomu u prilog govori ne samo njezin izgled i neobično dobar odnos Kateřine Zaháňske prema njoj. Na drugoj strani je mnogo silnih argumenata protiv ove teorije (kao sličnost Božene Němcove sa sestrom), tako da je među literarnim teoretičarima većinom odbačena. Prijeporna je godina njezina rođenja (1816. ili 1817).

## Djelo

### Poezije
Prva djela su pjesme:
- Slavno jutro
- Ženama češkim
- Moja zemlja

### Priče i druga kratka proza
- Baruška (1853.) – prvi put izašla u kalendaru Koleda
- Put s hodočašća
- Četiri doba,
- Devet križeva
- Čudna Bara (1856.) – prvi put objavljena u kalendaru Česká pokladnice
- Duga noć
- Dobar čovjek (1858.) – prvi put objavljena u časopisu Posel z Prahy
- Domaća bolest
- Pisma iz Františkovih toplica
- Domaćica bez riječi
- Siromašni ljudi – kreira novi tip junaka, i to iz sredine u kojoj se susreću razni društveni slojevi
- Hiže pod bregima
- Karla – (1855.) – prvi put objavljena u almanahu Perla češka, odigrava se u selu Straž u blizini Chodova
- Narodne bajke i priče – obrada čeških bajki, 7 knjiga
- Sličica sela
- O dvanaest mjeseci
- Gospodin učitelj” – posljednja dovršena pripovjedka
- Pamćenja plemenite duše
- Rozarija
- Seoska politika
- Sestre (1855.) – prvi put objavljena u almanahu Lada Nióla
- Snažni Ctibor
- Slovačke priče i pripovjesti
- Vragić

### Veća djela
- Bakica (novela) (1855.) – napisano nakon smrti sina Hynka (književnica je prilikom pisanja tog djela očigledno u pisanju tražila utjehu). Ovdje opisuje uspomene na sretno djetinjstvo koje je proživjela s bakom. Glavni lik djela je baka – jako idealizirana, postala je simbol dobra i ljubavi. Knjiga počinje bakinim dolaskom, te opisuje život na osami i stanovnike ratiboricke doline. Bakine moralne vrijednosti daleko premašuju druge ljude, i to iz svih slojeva. Većina likova (uključujući kneginju, također veoma idealiziranu) je stvarna. Djelo je vrlo optimistično, iako baka umire. Pojavljuje se tu i lik koji se u kompoziciju djela ne uklapa – luda Viktorija. Mlada kontesa Hortenzie, koja kao da osigurava određenu realnost svijeta u tom djelu. Němcova je djelu dala podnaslov „Sličice iz seoskog života.
- Gorsko selo (1855.)
- U dvorcu i pod dvorcem (1858.)

### Putopisi
- Iz Ugarske
- Uspomene s putavanja po Ugarskoj
- Slike iz slavenskoga života
- Krajevi i šume lovačke

### Iz Domažlica
- Slike iz okolice Domažlica – publicistička proza, pokušala je obuhvatiti folklor, običaje i navike
- Seoska svadba u okolici Domažlica
- O narodnom liječenju u Domažlicama”

## Galerija
- Fotografije Boženy Němcové
- Dagerotipija Božene Němcove vjerojatno iz godine 1854. Ova dagerotipija je kasnije mnogo puta reproducirana i prerađivana.

## Vanjske poveznice

### Sestrinski projekti
|  | Zajednički poslužitelj ima još gradiva o temi Božena Němcová |

### Mrežna mjesta
- (češ.) Objavljena djela Božene Němcove i o Boženi Němcovoj u zbirci Češke nacionalne knjižnice
- (češ.) Muzej Božene Němcove
- (njem.) Österreichisches Biographisches Lexikon 1815–1950: Němcová, Božena